# Wyatt Earp (film)
A Wyatt Earp (eredeti cím: Wyatt Earp) 1994-ben bemutatott amerikai westernfilm, melynek rendezője, producere és társszerzője Lawrence Kasdan. A forgatókönyvet Kasdan és Dan Gordon írta. A címszerepben Kevin Costner látható, további szereplői Gene Hackman, Mark Harmon, Michael Madsen, Bill Pullman, Dennis Quaid, Isabella Rossellini, Tom Sizemore, JoBeth Williams, Mare Winningham és Jim Caviezel.
Az Amerikai Egyesült Államokban 1994. június 24-én mutatták be, Magyarországon 1994. november 3-án került mozikba az Intercom forgalmazásában.
A forgatás 1993. július 19-től 1993. december 15-ig tartott Washington államban, valamint Dél-Dakotában, Új-Mexikóban és a Warner Brothers kaliforniai stúdiójában, az Amerikai Egyesült Államokban.
A film a vegyes kritikai visszhang mellett hatalmas siker volt a mozikban.

## Történet
Wyatt Earp a Vadnyugat meghódításának legendás hőse volt, aki fiatalon megtanulta, hogy semmi sem fontosabb a világon, mint a család és az igazság. Azok a mozgalmas évek, melyek kiszakították a biztonságos családi élet melegéből és Amerika peremvidékére sodorták, először kalandvágyó fiatalemberré, majd megrögzött igazságosztóvá tették. Mialatt egyre híresebbé vált, folyamatosan meg kellett küzdenie vágyai és a családjáért érzett felelősség kettősségével. Testvérei és álmai iránti töretlen hűsége egyaránt jelentett számára boldogságot és tragédiát. Wyatt Earp megszállott igazságosztó, legendás seriff volt, aki attól sem riadt vissza, hogy látszólag szélmalomharcot folytasson a sokszor túlerőben lévő gonosz elemek ellen.

## Szereplők
| Színész             | Szerep               | Magyar hang       |
| ------------------- | -------------------- | ----------------- |
| Kevin Costner       | Wyatt Earp           | Szakácsi Sándor   |
| Ian Bohen           | Wyatt fiatalon       | Szuper Levente    |
| Dennis Quaid        | Doc Holliday         | Sörös Sándor      |
| Gene Hackman        | Nicholas Porter Earp | Makay Sándor      |
| David Andrews       | James Earp           | Háda János        |
| Linden Ashby        | Morgan Earp          | Forgács Péter     |
| Jim Caviezel        | Warren Earp          | Czvetkó Sándor    |
| Jeff Fahey          | Ike Clanton          | Jakab Csaba       |
| Joanna Going        | Josie Marcus         | Nyírő Bea         |
| Mark Harmon         | Johnny Behan         | Bognár Zsolt      |
| Michael Madsen      | Virgil Earp          | Barbinek Péter    |
| Catherine O’Hara    | Allie Earp           | Kocsis Mariann    |
| Bill Pullman        | Ed Masterson         | Juhász György     |
| Isabella Rossellini | Nagyorrú Kate        | Molnár Zsuzsa     |
| Tom Sizemore        | Bat Masterson        | Csuja Imre        |
| JoBeth Williams     | Bessie Earp          | Kovács Nóra       |
| Mare Winningham     | Mattie Blaylock      | Farkasinszky Edit |
| James Gammon        | Mr. Sutherland       | Móni Ottó         |
| Karen Grassle       | Mrs. Sutherland      | Pásztor Erzsi     |
| Rex Linn            | Frank McLaury        | Szalai Imre       |
| Randle Mell         | John Clum            | Konrád Antal      |
| Adam Baldwin        | Tom McLaury          | Kardos Róbert     |
| Annabeth Gish       | Urilla Sutherland    | Dudás Eszter      |
| Lewis Smith         | Curly Bill Brocius   | Galambos Péter    |
| Betty Buckley       | Virginia Earp        | Várnagy Kati      |
| Alison Elliott      | Lou Earp             | Biró Anikó        |
| Téa Leoni           | Sally                | Hámori Eszter     |
| Martin Kove         | Ed Ross              | Kardos Róbert     |